# Екатеринбургская городская Дума 4 созыва
Екатеринбургская городская Дума 4 созыва (2005—2009 года) начала свою работу в марте 2005 года. Первое заседание думы 4-го созыва состоялось 31 марта 2005 года.

## Выборы
Выборы в Екатеринбургскую городскую думу IV-го созыва прошли 20 марта 2005 года. В соответствии с уставом города Екатеринбург, выборы прошли по мажоритарной избирательной системе. Явка составила 21%. В думе 4-го созыва действовала 1 фракция:
- Фракция «Единая Россия» — 9 (+7) из 35 депутатов.

## Структура

### Комиссии
В составе ЕГД IV созыва действовало 8 комиссий:
- по бюджету и экономической политике;
- по муниципальной собственности;
- по экономическому развитию и инвестициям, промышленности и предпринимательской деятельности;
- по городскому хозяйству, градостроительству и землепользованию;
- по социальной защите и здравоохранению;
- по развитию образования, науки, физической культуры, спорта и молодежной политике;
- по местному самоуправлению, культурной и информационной политике и связям с общественностью;
- по безопасности жизнедеятельности населения.

### Рабочие группы ЕГД
- Контрольно-счетная палата ЕГД.

## Состав
| 4 созыв (2005—2009)                             | 4 созыв (2005—2009) | 4 созыв (2005—2009)                                  | 4 созыв (2005—2009)                                                                              | 4 созыв (2005—2009)                                                                                               |
| Фамилия Имя Отчество                            | Дата рождения       | Способ избрания                                      | До избрания                                                                                      | Должность в городской думе                                                                                        |
| ----------------------------------------------- | ------------------- | ---------------------------------------------------- | ------------------------------------------------------------------------------------------------ | --- |
| Единая Россия                                   |                     |                                                      |                                                                                                  | |
| Алексеев Валерий Михайлович (до 10.11.2008)     | 17.05.1965          | Избран по одномандатному избирательному округу № 29  | Директор ООО «Уралавтолайн»                                                                      | Член комиссии по городскому хозяйству, градостроительству и землепользованию                                      |
| Ветлужских Андрей Леонидович                    | 05.08.1961          | Избран по одномандатному избирательному округу № 27  | Заместитель председателя Общественного объединения Федерации профсоюзов Свердловской области     | Член комиссии по бюджету и экономической политике                                                                 |
| Овчинникова Ира Александровна                   | 07.02.1960          | Избрана по одномандатному избирательному округу № 2  | Депутат Екатеринбургской городской думы III созыва                                               | Член комиссии по бюджету и экономической политике                                                                 |
| Порунов Евгений Николаевич                      | 28.02.1954          | Избран по одномандатному избирательному округу № 12  | Депутат Областной думы Законодательного Собрания Свердловской области                            | Председатель Екатеринбургской городской думы                                                                      |
| Рапопорт Леонид Аронович                        | 28.04.1959          | Избран по одномандатному избирательному округу № 11  | Декан факультета физической культуры Уральского государственного технического университета — УПИ | Председатель комиссии по развитию образования, науки, физической культуры, спорта и молодёжной политике           |
| Харитонова Марина Павловна                      | 11.05.1959          | Избрана по одномандатному избирательному округу № 31 | Главный врач Свердловской областной стоматологической поликлиники                                | Член комиссии по городскому хозяйству, градостроительству и землепользованию                                      |
| Шихов Рафаэль Шафакович                         | 10.12.1962          | Избран по одномандатному избирательному округу № 34  | Генеральный директор ООО "ТС «Кардинал»                                                          | Председатель комиссии по бюджету и экономической политике                                                         |
| Беспартийные                                    |                     |                                                      |                                                                                                  | |
| Бугров Дмитрий Витальевич                       | 19.03.1962          | Избран по одномандатному избирательному округу № 10  | Декан исторического факультета Уральского государственного университета имени А. М. Горького     | Член комиссии по развитию образования, науки, физической культуры, спорта и молодёжной политике                   |
| Бура Андрей Владимирович                        | 08.08.1966          | Избран по одномандатному избирательному округу № 20  | Депутат Екатеринбургской городской думы III созыва                                               | Председатель комиссии по безопасности жизнедеятельности населения                                                 |
| Волков Дмитрий Анатольевич                      | 13.12.1967          | Избран по одномандатному избирательному округу № 1   | Депутат Екатеринбургской городской думы III созыва                                               | Член комиссии по местному самоуправлению, культурной и информационной политике и связям с общественностью         |
| Габинский Ян Львович                            | 09.10.1952          | Избран по одномандатному избирательному округу № 19  | Депутат Екатеринбургской городской думы III созыва                                               | Член комиссии по местному самоуправлению, культурной и информационной политике и связям с общественностью         |
| Городенкер Владимир Борисович                   | 29.05.1976          | Избран по одномандатному избирательному округу № 21  | Директор ЗАО «Ространсавто»                                                                      | Член комиссии по бюджету и экономической политике                                                                 |
| Дерягина Елена Евгеньевна                       | 17.05.1956          | Избрана по одномандатному избирательному округу № 16 | Директор Дома Детского Творчества                                                                | Член комиссии по бюджету и экономической политике                                                                 |
| Елохин Виктор Юрьевич                           | 21.09.1958          | Избран по одномандатному избирательному округу № 4   | Депутат Екатеринбургской городской думы III созыва                                               | Член комиссии по экономическому развитию и инвестициям, промышленности и предпринимательской деятельности         |
| Жуковская Галина Алексеевна                     | 25.03.1953          | Избрана по одномандатному избирательному округу № 15 | Директор ЕМУП «Центральная районная аптека № 1»                                                  | Член комиссии по социальной защите и здравоохранению                                                              |
| Кабанов Андрей Владимирович                     | 02.06.1960          | Избран по одномандатному избирательному округу № 3   | Президент Некоммерческой организации "Благотворительный фонд «Город без наркотиков»              | Член комиссии по безопасности жизнедеятельности населения                                                         |
| Касимов Евгений Петрович                        | 21.04.1954          | Избран по одномандатному избирательному округу № 26  | Главный редактор Газеты «Городские Куранты»                                                      | Член комиссии по местному самоуправлению, культурной и информационной политике и связям с общественностью         |
| Ковпак Лев Игоревич                             | 23.11.1978          | Избран по одномандатному избирательному округу № 14  | Вице-президент ЗАО Супермакет «Киовский»                                                         | Член комиссии по бюджету и экономической политике                                                                 |
| Косинцев Александр Петрович                     | 02.07.1957          | Избран по одномандатному избирательному округу № 7   | Профессор Уральсконо государственного экономического университета                                | Председатель комиссии по бюджету и экономической политике                                                         |
| Малкин Андрей Николаевич                        | 10.03.1976          | Избран по одномандатному избирательному округу № 9   | Генеральный директор ООО «Урал-Транс-Сервис»                                                     | Член комиссии по местному самоуправлению, культурной и информационной политике и связям с общественностью         |
| Мустафин Равиль Назимович                       | 12.09.1957          | Избран по одномандатному избирательному округу № 24  | Генеральный директор ОАО «Свердловскавтотранс»                                                   | Член комиссии по местному самоуправлению, культурной и информационной политике и связям с общественностью         |
| Никифоров Анатолий Владимирович (до 11.03.2008) | 16.11.1964          | Избран по одномандатному избирательному округу № 5   | Директор ООО «Рендер»                                                                            | Председатель комиссии по муниципальной собственности                                                              |
| Романовский Эдуард Давыдович                    | 10.07.1958          | Избран по одномандатному избирательному округу № 25  | Директор ООО «ТК Вест»                                                                           | Член комиссии по муниципальной собственности                                                                      |
| Сидякин Анатолий Михайлович                     | 06.07.1949          | Избран по одномандатному избирательному округу № 33  | Советник главы города Екатеринбурга                                                              | Председатель комиссии по местному самоуправлению, культурной и информационной политике и связям с общественностью |
| Сизов Александр Николаевич                      | 28.09.1949          | Избран по одномандатному избирательному округу № 17  | Депутат Екатеринбургской городской думы III созыва                                               | Председатель комиссии по городскому хозяйству, градостроительству и землепользованию                              |
| Силин Яков Петрович                             | 17.05.1961          | Избран по одномандатному избирательному округу № 30  | Председатель Екатеринбургской городской думы III созыва                                          | Член комиссии по местному самоуправлению, культурной и информационной политике и связям с общественностью         |
| Спектр Яков Авдеевич                            | 15.06.1944          | Избран по одномандатному избирательному округу № 23  | Пенсионер                                                                                        | Заместитель председателя Екатеринбургской городской думы                                                          |
| Тестов Виктор Николаевич                        | 16.11.1962          | Избран по одномандатному избирательному округу № 8   | Директор ЗАО «Таганский ряд»                                                                     | Председатель комиссии по муниципальной собственности                                                              |
| Фамиев Нафик Ахнафович                          | 10.03.1960          | Избран по одномандатному избирательному округу № 28  | Депутат Екатеринбургской городской думы III созыва                                               | Член комиссии по местному самоуправлению, культурной информационной политике и связям с общественностью           |
| Флеганов Сергей Владимирович                    | 26.04.1967          | Избран по одномандатному избирательному округу № 22  | Председатель Совета директоров ООО «Уральская торговая лига»                                     | Председатель комиссии по экономическому развитию и инвестициям, промышленности и предпринимательской деятельности |
| Хабибуллин Олег Вахалиевич                      | 11.09.1971          | Избран по одномандатному избирательному округу № 32  | Генеральный директор ООО "Торговая сеть «Купец»                                                  | Член комиссии по бюджету и экономической политике                                                                 |
| Ходаковский Игорь Олегович                      | 24.10.1949          | Избран по одномандатному избирательному округу № 18  | Депутат Екатеринбургской городской думы III созыва                                               | Член комиссии по городскому хозяйству, градостроительству и землепользованию                                      |
| Шаманова Светлана Николаевна                    | 15.02.1956          | Избрана по одномандатному избирательному округу № 6  | Президент НПФ «Семейный»                                                                         | Председатель комиссии по социальной защите и здравоохранению                                                      |
| Шарапов Анатолий Николаевич                     | 22.12.1958          | Избран по одномандатному избирательному округу № 35  | Директор ООО «Свердловская дисконтная система»                                                   | Член комиссии по местному самоуправлению, культурной и информационной политике и связям с общественностью         |